# Wróblew (Zgierz)
Pour les articles homonymes, voir Wróblew.
Wróblew est une localité polonaise de la gmina d'Ozorków, située dans le powiat de Zgierz en voïvodie de Łódź.